# Насва
На́сва (ест. Nasva alevik) — селище в Естонії, у волості Ляене-Сааре повіту Сааремаа.

## Населення
Чисельність населення на 31 грудня 2011 року становила 340 осіб.

## Географія
Насва розташована на березі Ризької затоки. Через селище тече річка Насва (Nasva jõgi), що має унікальну особливість — впродовж року вона змінює напрям своєї течії. Навесні під час паводка річка тече в напрямку від моря.
На північ від селища лежать озера Суурлагт (Suurlaht) та Муллуту (Mullutu laht).
Через Насву проходить автошлях 77 (Курессааре — Сяере).

## Історія
Історично Насва належала до приходу Ансекюла (Anseküla kihelkond).
До 29 листопада 2010 року Насва була селом. За рішенням міністра регіональних справ статус Насви був підвищений до рівня селища.
До 12 грудня 2014 року Насва входило до складу волості Каарма.

## Економіка
Насва має власний порт, де також розміщується яхт-клуб.
У селищі функціонує суднобудівна компанія AS Baltic Workboats.

## Пам'ятки природи
На північ від Насви розташовується заказник Муллуту-Лооде, площа — 5220,6 га (58°15′19″ пн. ш. 22°21′1″ сх. д. / 58.25528° пн. ш. 22.35028° сх. д.).
На південно-східній околиці селища починається територія природного заповідника «Діброва Лооде» площею 55,8 га (58°14′10″ пн. ш. 22°26′18″ сх. д. / 58.23611° пн. ш. 22.43833° сх. д.).